# Crash de Noirétable
Le crash de Noirétable s'est produit le 27 octobre 1972 lorsque le vol Air Inter 696Y, assuré par un Vickers Viscount d'Air Inter, en provenance de Lyon-Bron s'écrase vers 19 h 20 dans les monts du Forez  à la limite des communes de Noirétable, dans la Loire, et de Viscomtat dans le Puy-de-Dôme, lors de son approche de l'aéroport de Clermont-Ferrand.  Les 5 membres d'équipage et 54 des 63 passagers meurent dans l'accident et une passagère blessée décèdera quelques jours plus tard à l'hôpital, portant à 60 le nombre total de décès. L'accident est dû à une erreur de positionnement de l'appareil par les pilotes à la suite d'une défaillance du radiocompas et un non-respect des procédures de calcul de position par temps d'orage.  

## Accident
Le 27 octobre 1972, le Vickers Viscount 724 (F-BMCH) d'Air Inter décolle de l'aéroport de Lyon-Bron à 18 h 48, assurant le vol IT 696 Y à destination de l'aéroport de Clermont-Ferrand. À Clermont, la plupart des passagers doivent ensuite prendre le vol pour Bordeaux en provenance de Paris.
Le Vickers Viscount embarque 63 passagers et 5 membres d’équipage. Il décolle de Lyon sous un violent orage, son dernier contact radio avec la tour de contrôle lyonnaise a lieu à 19 h 20 et il ne répond plus aux appels suivants.
Alors qu'il est en approche pour atterrir à l'aéroport de Clermont-Ferrand, il s'écrase vers 19 h 20 dans les bois de la Faye, presque au sommet du massif du mont Picot à 1 000 mètres d'altitude, dans les monts du Forez. Le crash se produit à la limite des départements de la Loire, commune de Noirétable, et du Puy-de-Dôme, commune de Viscomtat, le massif se trouvant entre les deux villages (le rapport d'accident indique la commune de Viscomtat comme lieu du crash, le docteur du village de Noirétable, Claude Bourdelle, qui intervint sur le site, indique que l'avion a percuté le massif côté Noirétable avant de basculer côté Viscomtat). 
L'avion avait entamé une descente trop tôt à un endroit où le relief est important.

## Recherches et sauvetage
Malgré 2 000 personnes participant aux recherches, celles-ci seront particulièrement longues car initialement les secours pensaient que l'avion s'était accidenté dans la Limagne ; ensuite, la recherche porta sur une grande partie des monts du Forez. Un paysan de Noirétable dont la ferme se situait en bas du massif avait vu passer l'avion à une altitude anormalement basse, et lorsqu'il entend au flash d'information du soir qu'un avion s'est perdu dans la Loire, il fait le rapprochement. Il se rend immédiatement à la gendarmerie et les recherches commencent alors sur le massif du Picot avec trois équipes constituées de pompiers, gendarmes et d'habitants de la commune.
L'épave n'est retrouvée que tard dans la nuit, à 1 h 30 du matin, lorsque l'une des équipes, constituée de pompiers, de gendarmes et d'une personne connaissant bien le massif arrive sur place,. L'avion s'est écrasé contre des rochers et la partie arrière fut projetée 200 mètres plus loin. Les survivants dont deux enfants, se trouvaient tous dans cette partie arrière de l'avion. Ils suivirent les progrès des sauveteurs sur France Inter, un radio-cassette qui se trouvait dans une valise placée sous un siège s'étant allumé tout seul sur cette station en longues ondes lors du choc. Le secours est difficile, il tombe du grésil et il fait nuit, les équipes ne peuvent s'éclairer qu'avec de rares et faibles lampes électriques (les sauveteurs demanderont même à des journalistes arrivés en même temps qu'eux de les éclairer avec leurs flashs).
À 5 heures du matin, tous les blessés ont été dirigés vers les hôpitaux de Thiers et de Clermont-Ferrand, les morts sont eux brancardés jusqu'à la Croix du Gât, à un kilomètre du mont Picot, puis amenés au Collège d'enseignement général (CEG) de Noirétable, dont le préau, le réfectoire et d'autres salles du rez-de-chaussée servent alors de chapelle ardente.
Une cérémonie officielle se déroule le dimanche avec les familles pour la levée des corps du CEG en présence de Robert Galley, ministre des Transports.
Une petite croix blanche avec une plaque marque depuis le lieu d'impact.

## Enquête
L'enquête démontrera que l'équipage a fait une erreur de positionnement par rapport à une balise NDB. Une défaillance du radiocompas serait à l'origine de cette erreur de navigation. Cette défaillance d'indication serait due à des interférences à cause des conditions orageuses. Mais les pilotes n'ont pas suivi les procédures pour calculer leur position par temps d'orage où il est connu que le radiocompas peut donner des indications erronées et qu'il faut donc recouper ces données avec d'autres sources. L'équipage aurait ainsi pu faire un recoupement avec le VOR de Moulins. L'avion entame ainsi sa descente 40 km avant la descente normale, comme pour un atterrissage à Thiers. 
C'était le premier vol du commandant de bord sur cette ligne Lyon-Clermont.
L'alcoolémie du pilote est de 0,41 g/l et le copilote de 0,53 g/l, des seuils assez importants mais à l'époque non répréhensibles.

## Autres accidents d'Air Inter et du Vickers Viscount
Le crash de Noirétable est l'un des trois écrasements d'avion qu'a connus la compagnie Air Inter dans son existence (1958-1997), tous les trois dans des circonstances assez proches avec l'accident du 12 août 1963 où un Vickers Viscount venant de Lille s'écrase à Tramoyes en approche de Lyon-Bron par temps d'orage (16 morts, 1 survivant) et la catastrophe du mont Sainte-Odile le 20 janvier 1992 où un Airbus A320 en provenance de Lyon-Satolas et en approche sur Strasbourg s'écrase, par temps nuageux et de nuit, à côté du mont Sainte-Odile (87 morts, 9 rescapés).
Le moyen-courrier britannique Vickers Viscount, lancé en 1948, connut un très grand nombre d'accidents dans sa carrière. Ainsi sur les 445 avions mis en service, 150 accidents ou incidents graves, dont 144 ayant entraîné la perte de la l'appareil, se produisirent (voir l'article sur le Wikipédia en anglais : (en) List of accidents and incidents involving the Vickers Viscount).